# Łucznictwo na Letnich Igrzyskach Olimpijskich 2004
Łucznictwo na XXVIII Letnich Igrzysk Olimpijskich w Atenach rozgrywane było od 12 do 21 sierpnia na stadionie Panathinaiko.
Rozegrano cztery konkurencje – zawody indywidualne i drużynowe dla kobiet i dla mężczyzn.

## Mężczyźni

### indywidualnie
| Lp. | Państwo   | Zawodnik         |
| --- | --------- | ---------------- |
| 1   | Włochy    | Marco Galiazzo   |
| 2   | Japonia   | Hiroshi Yamamoto |
| 3   | Australia | Tim Cuddihy      |

Polacy: Jacek Proć – 55 miejsce

### drużynowo
| Lp. | Państwo          | Zawodnicy                                     |
| --- | ---------------- | --------------------------------------------- |
| 1   | Korea Południowa | Im Dong-hyun Jang Yong-ho Park Kyung-mo       |
| 2   | Chińskie Tajpej  | Chen Szu-yuan Liu Ming-huang Wang Cheng-pang  |
| 3   | Ukraina          | Dmytro Hraczow Wiktor Ruban Ołeksandr Serdiuk |

## Kobiety

### indywidualnie
| Lp. | Państwo          | Zawodniczka       |
| --- | ---------------- | ----------------- |
| 1   | Korea Południowa | Park Sung-hyun    |
| 2   | Korea Południowa | Lee Sung-jin      |
| 3   | Wielka Brytania  | Alison Williamson |

Polki:

Justyna Mospinek – 14 miejsce

Iwona Marcinkiewicz – 20 miejsce

Małgorzata Sobieraj – 29 miejsce

### drużynowo
| Lp. | Państwo          | Zawodniczki                            |
| --- | ---------------- | -------------------------------------- |
| 1   | Korea Południowa | Lee Sung-jin Park Sung-hyun Yun Mi-jin |
| 2   | Chiny            | He Ying Zhang Juanjuan Lin Sang        |
| 3   | Chińskie Tajpej  | Chen Li-ju Wu Hui-ju Yuan Shu-chi      |

Polki: Iwona Marcinkiewicz, Justyna Mospinek, Małgorzata Sobieraj – 15 miejsce